# 崔稹
崔稹（?—?），字实方，清河郡武城县（今河北省衡水市故城县）人。唐朝政治人物，出身清河崔氏清河小房。
早年在包佶幕府。娶华阳公主。官至检校金部郎中。有子崔群。